# Église Saint-Léger de Saint-Léger-de-Vignague
Pour les articles homonymes, voir Église Saint-Léger.
L'église Saint-Léger de Saint-Léger-de-Vignague est une église catholique située sur le territoire de la commune de Sauveterre-de-Guyenne, dans le département de la Gironde, en France.

## Localisation
L'église est située au cœur du lieu-dit Saint-Léger-de-Vignague, à l'est de la ville de Sauveterre, le long de la route départementale D139 accessible depuis la ville par la route départementale D672.

## Historique
L'édifice construit au XIIe siècle a été inscrit au titre des monuments historiques le 5 octobre 1925.

## Galerie

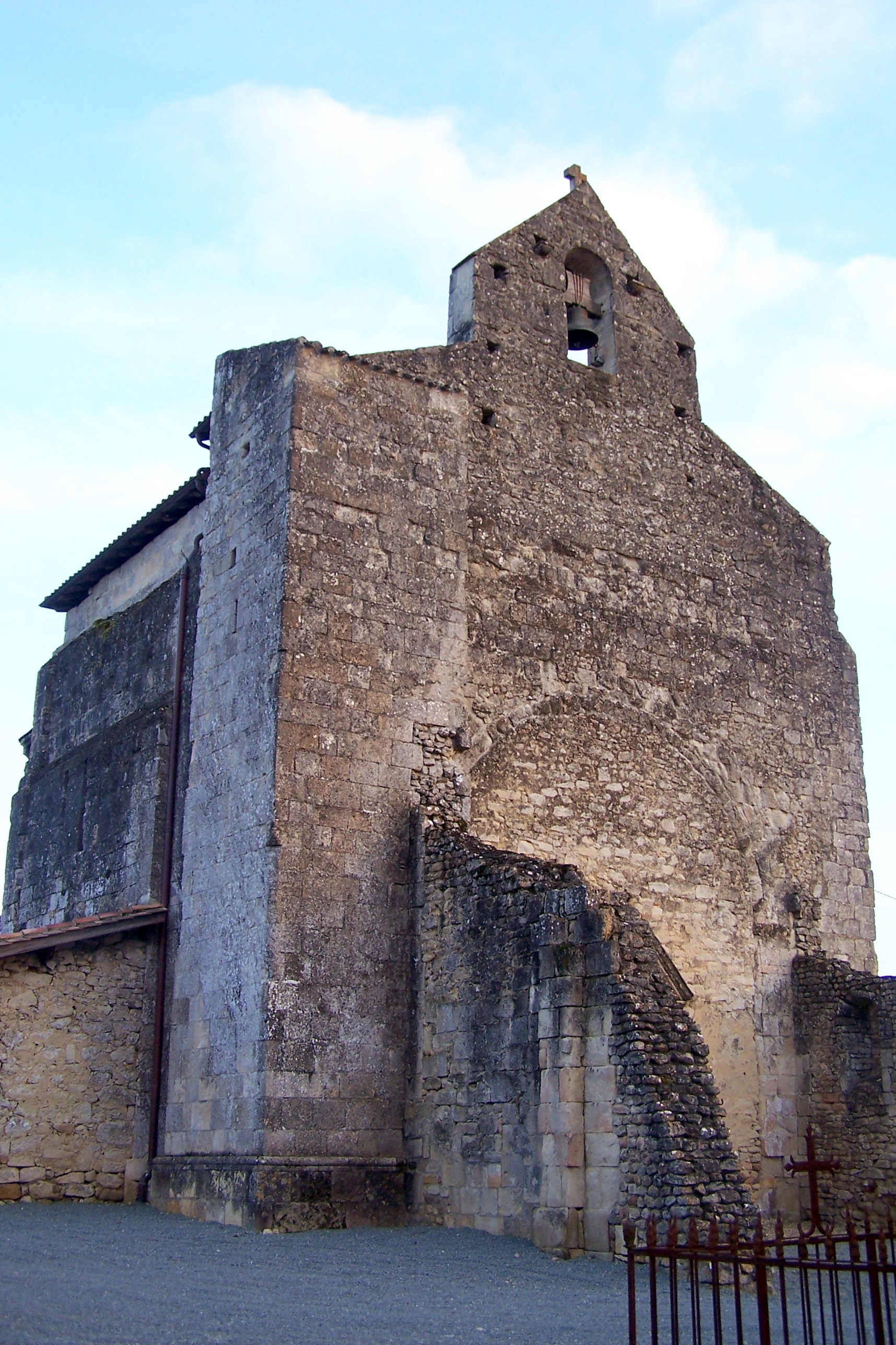
Vue nord-ouest (fév. 2012)
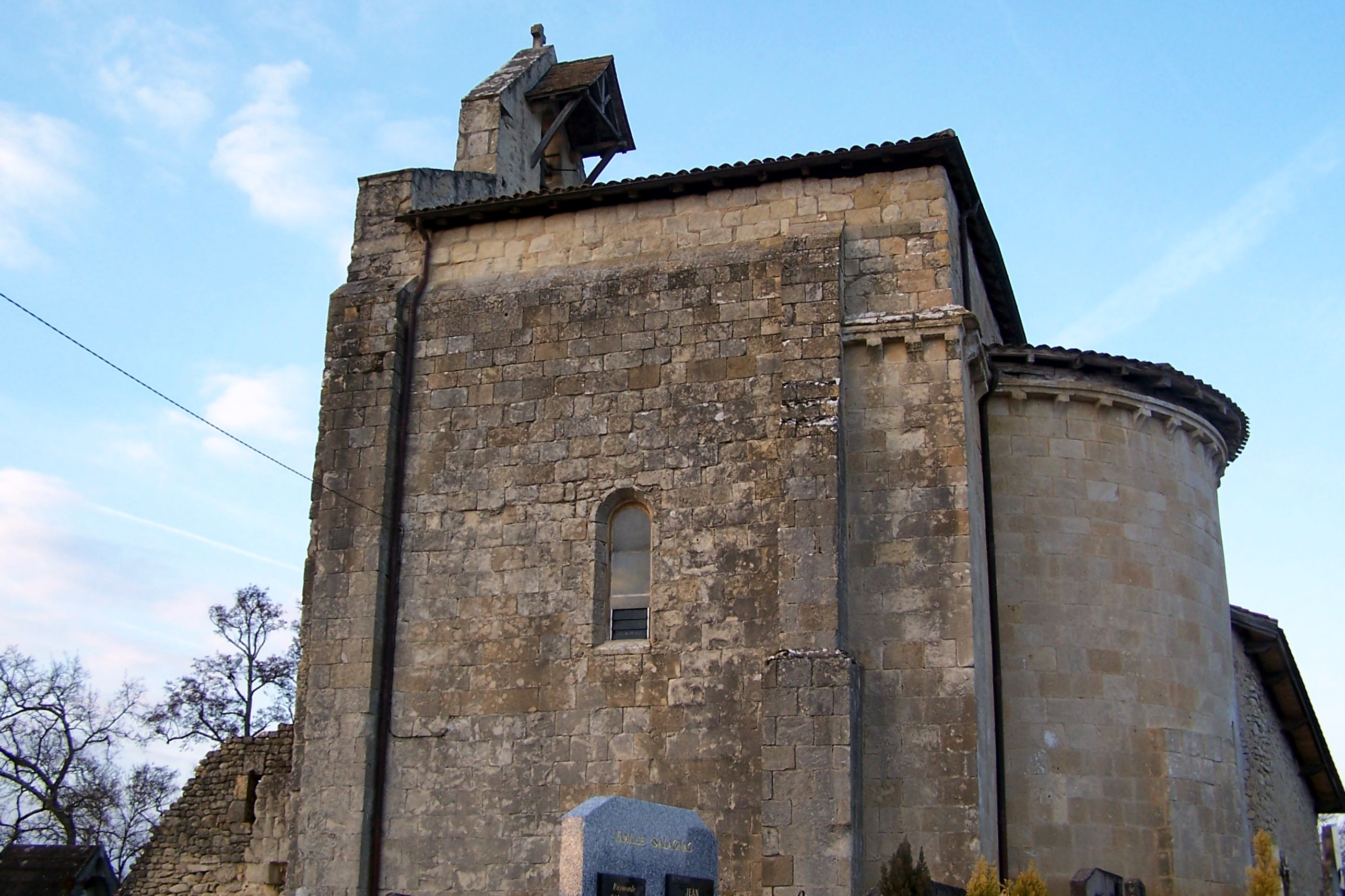
Façade sud (fév. 2012)
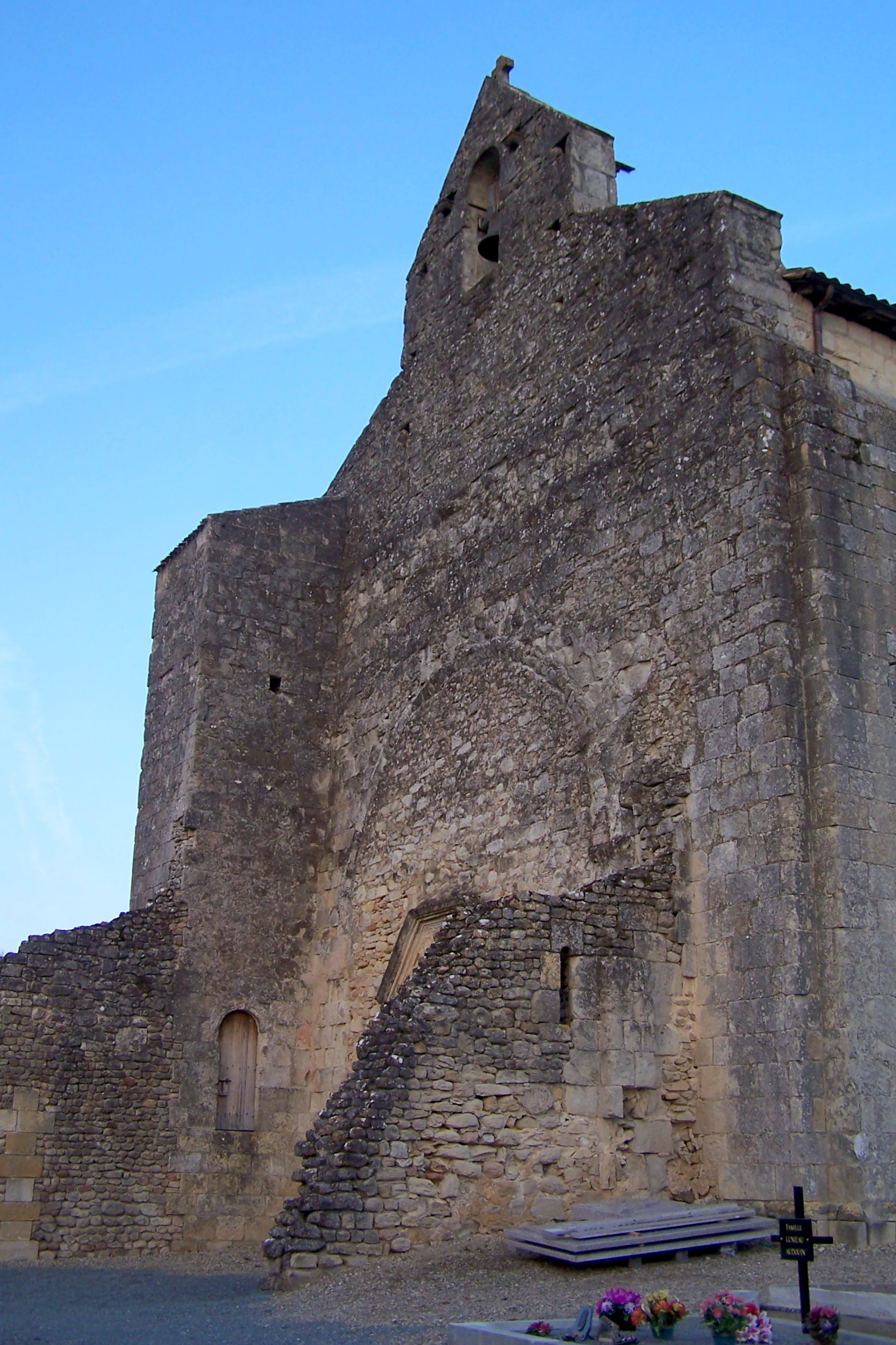
Façade ouest (fév. 2012)

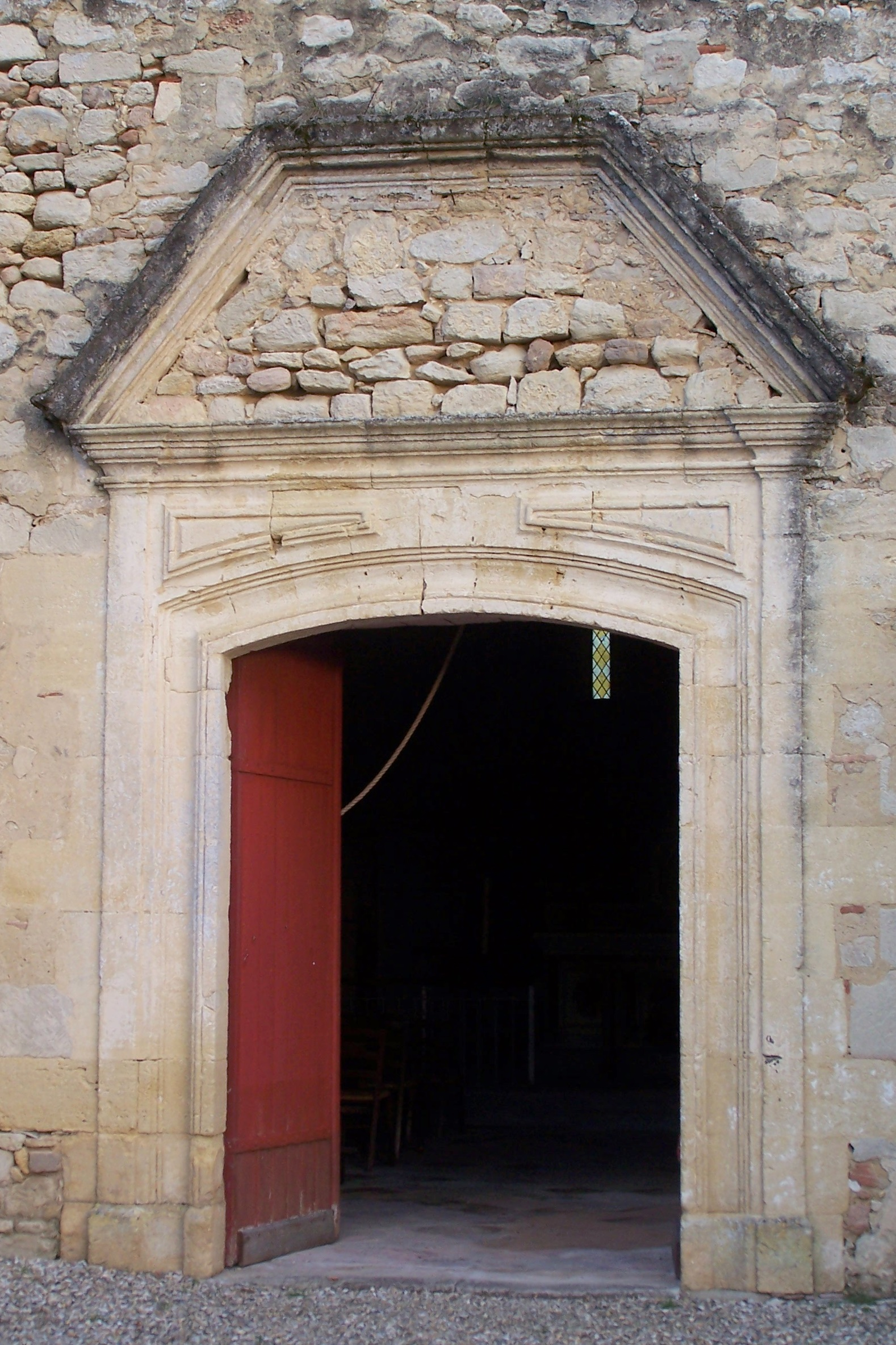
Le portail (fév. 2012)
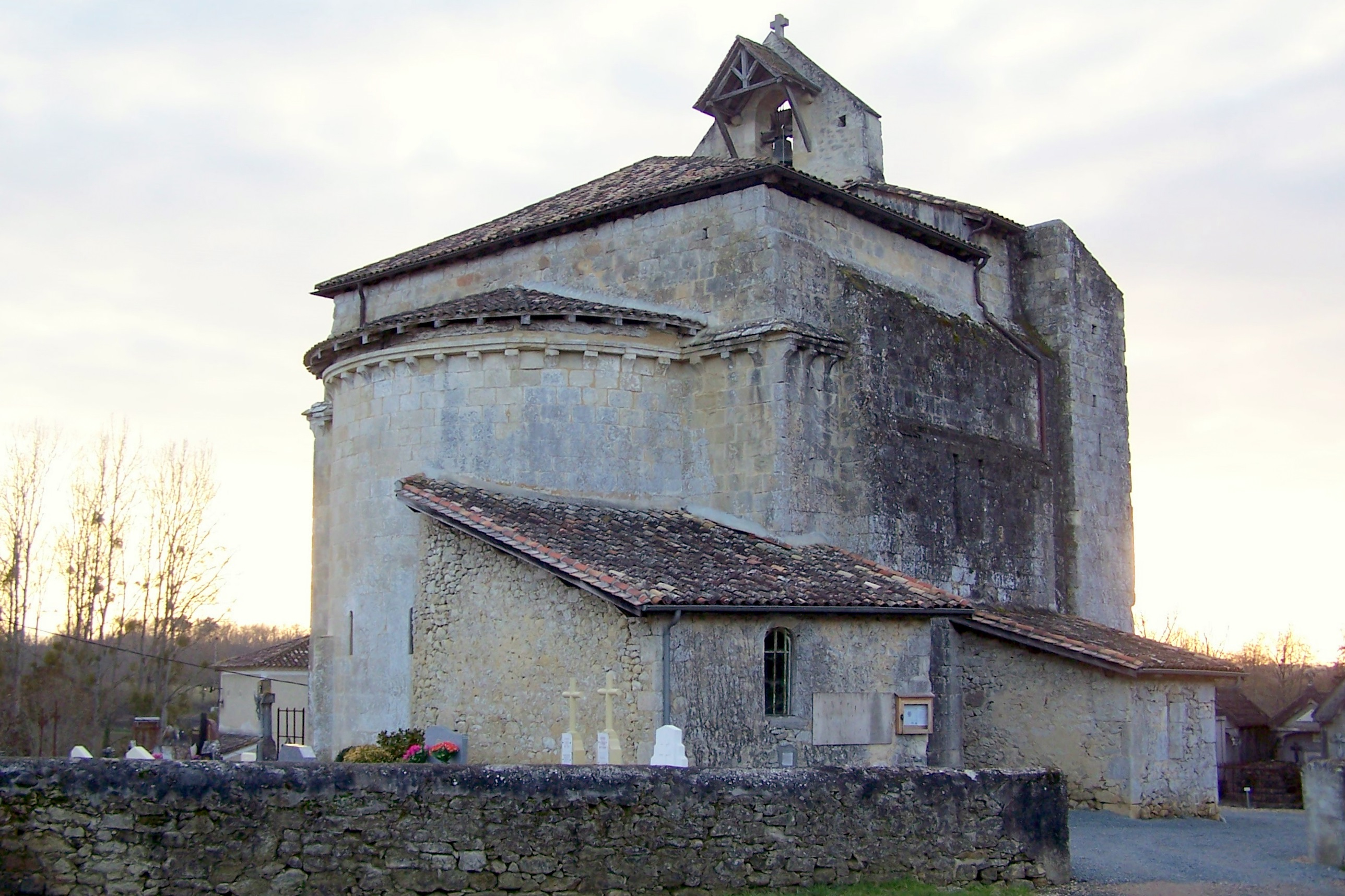
Vue nord-est (fév. 2012)
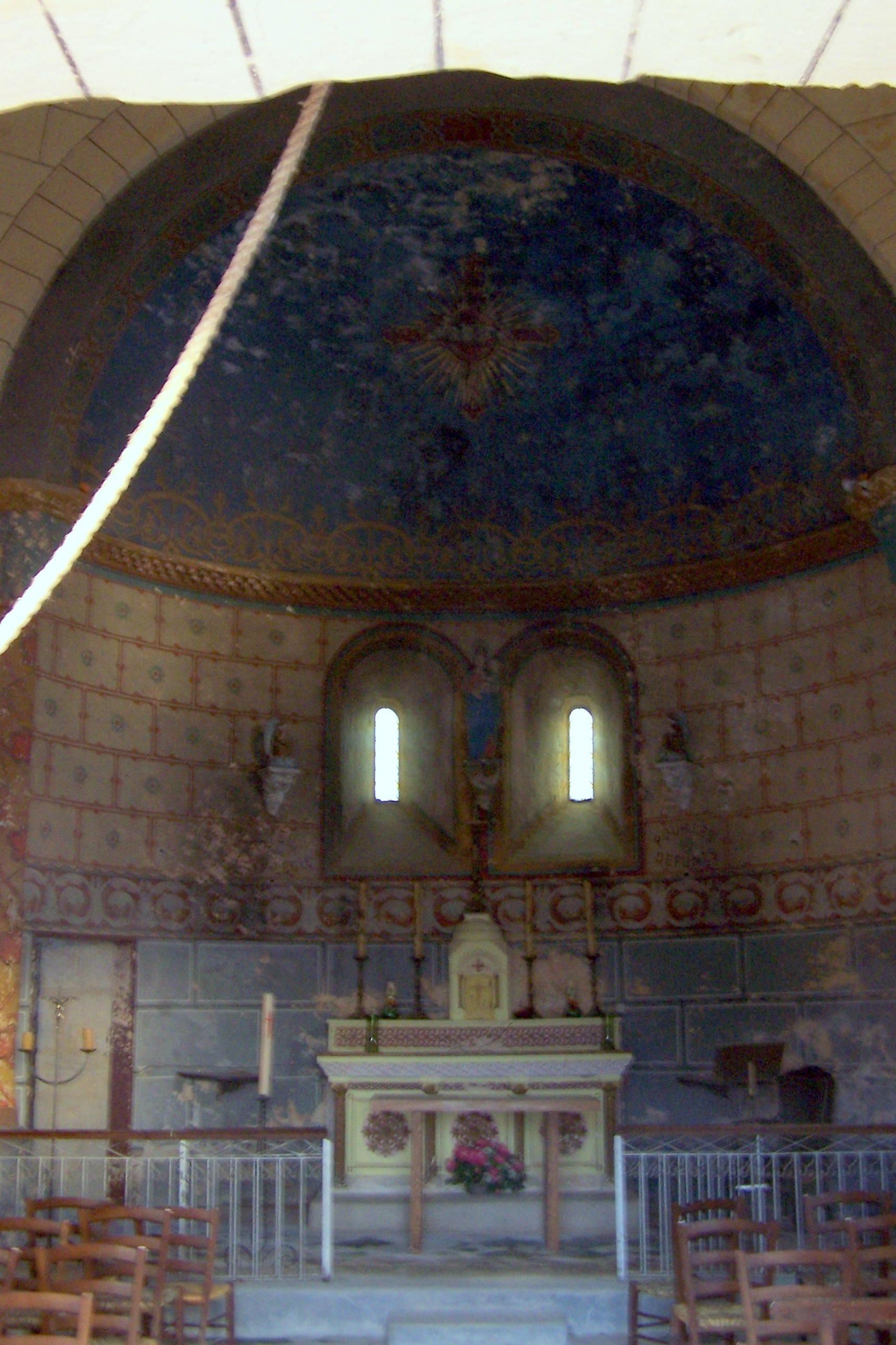
La nef (fév. 2012)